# Бахчисарай
Бахчисара́й (укр. Бахчисарай, крымскотат. Bağçasaray / Багъчасарай) — город в Бахчисарайском районе Крыма. Административный центр района; вместе с пгт Научный образует городское поселение Бахчисарай (Бахчисарайский горсовет).
Бывшая столица Крымского ханства и Крымской Народной Республики. Название переводится с крымскотатарского как «Дворец-сад» (bağça / багъчa — сад, saray / сарай — дворец).

## География
Расположен в предгорьях, на склоне Внутренней гряды Крымских гор, в лесостепной местности, в долине притока Качи — реки Чурук-Су, в 30 км к юго-западу от крымской столицы Симферополя. Из-за своей архитектурной разноликости и богатого исторического прошлого Бахчисарай получил название «город пяти веков».
Климат
Климат предгорный, полузасушливый, тёплый, с мягкой зимой. Средняя температура воздуха в январе +0,8 °C, в июле +21,7 °C. Осадков — 500 мм в год.

## История
На территории нынешнего Бахчисарая издавна существовало несколько поселений. К моменту образования города в первой половине XVI века среди них было три основных: город-крепость Кырк-Ер на горном мысу (ныне известен как Чуфут-Кале), селение Салачик в ущелье у подножия Кырк-Ера и селение Эски-Юрт при выходе из долины. В Салачике и Кырк-Ере со времён Золотой Орды существовали административные центры. На рубеже XV и XVI веков хан Менгли I Герай развернул в Салачике городское строительство, планируя превратить его в крупный столичный центр. Статус столицы Крымского ханства селение Салачик сохраняло до 1532 года, когда сын Менгли Герая, Сахиб I Герай, основал новую ханскую резиденцию в двух километрах от Салачика, назвав её Бахчисараем. Впоследствии вокруг новой ханской резиденции разросся столичный город.
В начале XV века на Крымском полуострове возникла династия Гиреев (Гераев), которая укрепилась с помощью литовско-русского великого князя Витовта и была сначала вассалом Литвы. Резиденцией этой династии стала крепость Кырк-Ер (теперь Чуфут-Кале), а позже ханская слобода недалеко — собственно Бахчисарай. Первым ханом этой династии был Хаджи I Герай (1420—1466), который, кстати, участвовал в съезде европейских монархов в Луцке в 1429 году, где обсуждались планы совместного похода христианской Европы на турок. С конца 1460-х годов Крымское ханство, которое было сначала защитником покоя русских земель на Юге, попало под власть Османской империи, и с тех пор отношения между Литовским княжеством и Крымом кардинально изменились.
Во времена вассальной зависимости Крымского ханства от Османской империи в Бахчисарае существовал крупный невольничий рынок, где работорговцы приобретали взятых в ходе набегов на Русское государство и ВКЛ (позднее — Речь Посполитую) полоняников.
В середине XVII века Бахчисарай состоял из 2000 домов, примерно треть из которых принадлежала грекам. В 1736 году город был полностью сожжён российской армией под командованием Христофора Миниха. Сохранившиеся до сегодняшнего дня постройки ханского дворца были сооружены в ходе восстановления города в 1740-е — 1750-е года. В 1794 году (через 11 лет после присоединения Крыма к Российской империи) в Бахчисарае было 5 мельниц, 20 пекарен, 13 кожевенных мастерских, 6 кузниц, портняжные, башмачные и оружейные мастерские, 2 винных ряда (грузинский и молдавский) в том месте, где позже был построен летний кинотеатр «Родина», многочисленные торговые дома и лавки, 17 караван-сараев для приезжих.

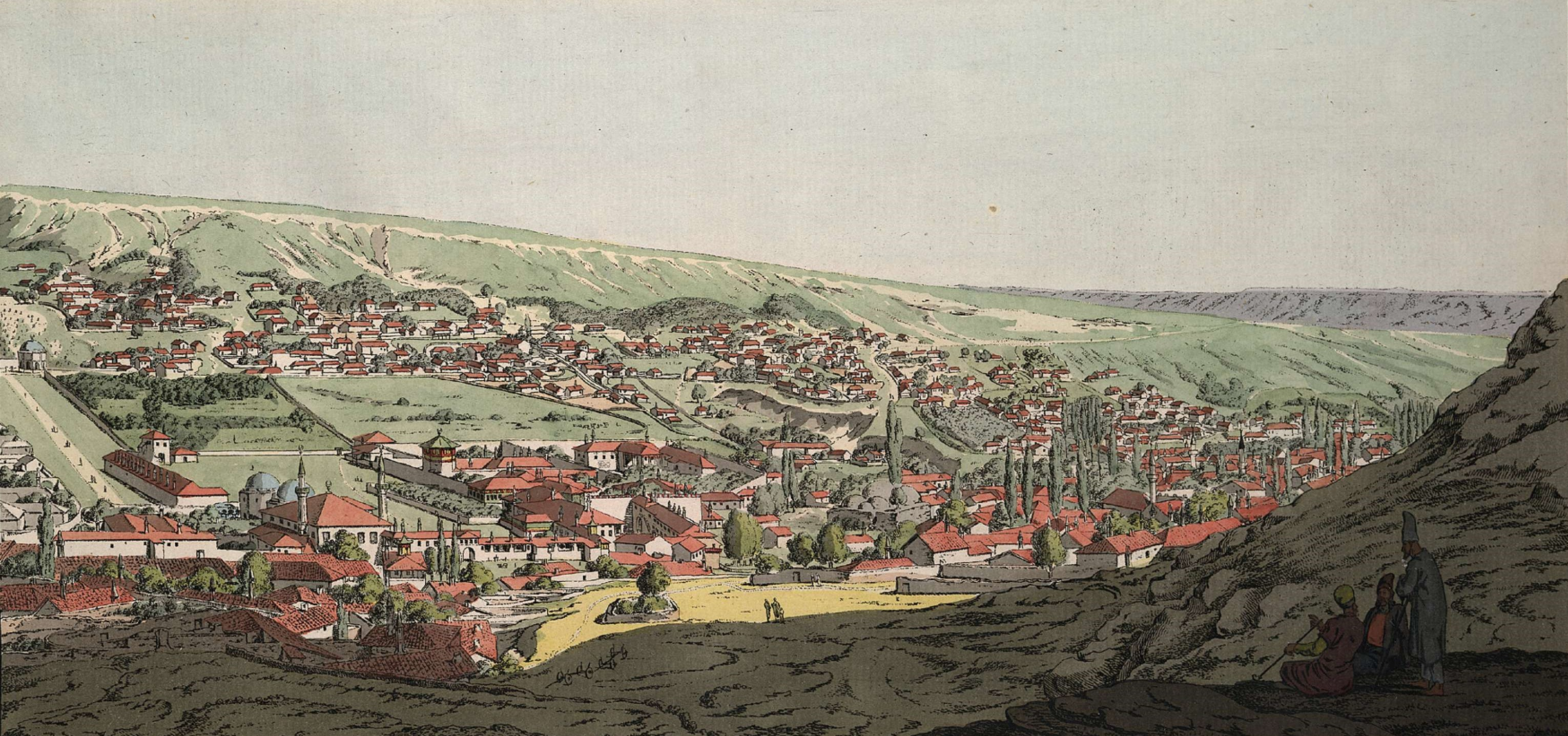
Бахчисарайская долина, конец XVIII века.

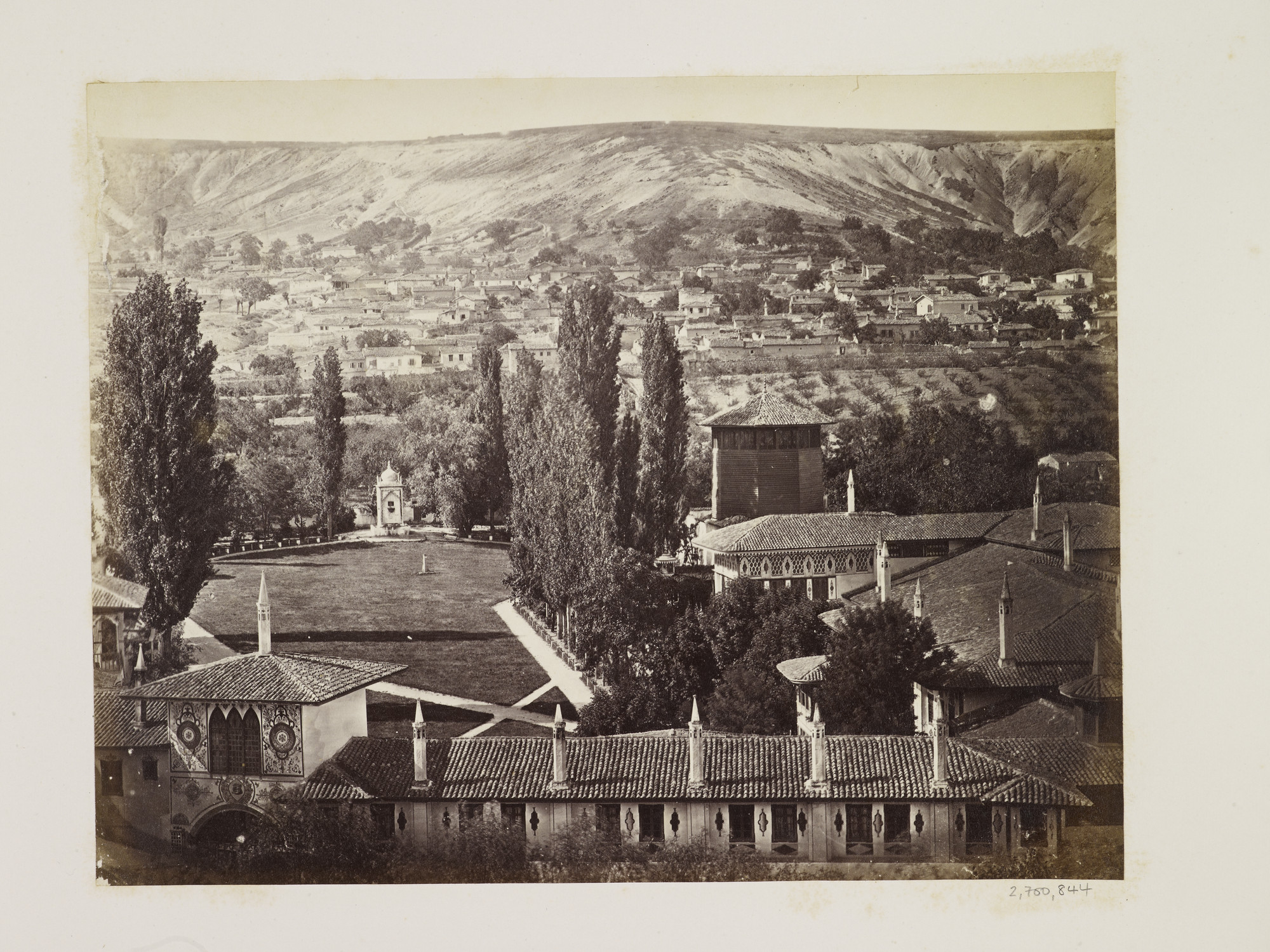
Бахчисарай в 1869 году.

В годы Крымской войны Бахчисарай оказался в центре военных событий — неподалёку от города на реке Альме 8 сентября 1854 года произошло первое сражение, в котором русские войска под командованием Александра Сергеевича Меншикова потерпели поражение. Во время обороны Севастополя город принимал обозы с провиантом, снаряжением и ранеными — Ханский дворец и Успенский монастырь превратились в госпитали.
На протяжении XIX — начала XX веков город был центром культурной и общественной жизни крымских татар. В годы ВОВ Бахчисарай — один из важных плацдармов немецких 11-й и 17-й армии в период второй обороны Севастополя в октябре 1941 — июле 1942 гг. и освобождения весной 1944 г. Вплоть до депортации крымских татар 18 мая 1944 года Бахчисарай был одним из трёх (наряду с Карасубазаром и Алуштой) городов Крыма, в которых преобладало крымскотатарское население.
С 2014 года состоит в составе Российской Федерации.

## Население
| 1930    | 1939    | 1959    | 1970    | 1979    | 1989    | 1992    | 1998    | 2001    |
| ------- | ------- | ------- | ------- | ------- | ------- | ------- | ------- | ------- |
| 10 450  | ↗10 884 | ↘10 852 | ↗15 912 | ↗22 321 | ↗25 363 | ↗27 200 | ↗28 500 | ↘27 549 |
| 2003    | 2004    | 2005    | 2006    | 2007    | 2008    | 2009    | 2010    | 2011    |
| ↘27 076 | ↘26 695 | ↘26 628 | ↘26 395 | ↘26 208 | ↘26 124 | ↘26 067 | ↗26 144 | ↗26 215 |
| 2012    | 2013    | 2014    | 2015    | 2016    | 2017    | 2018    | 2019    | 2020    |
| ↗26 363 | ↗26 482 | ↗27 448 | ↗27 450 | ↘27 351 | ↘27 188 | ↘26 874 | ↘26 572 | ↗26 680 |
| 2021    |         |         |         |         |         |         |         |         |
| ↗28 609 |         |         |         |         |         |         |         |         |

На 1 января 2025 года по численности населения город находился на 518-м месте из 1124 городов Российской Федерации.
Национальный состав
На 1930 год — 10 450 чел. (7420 крымских татар, 1850 русских, 315 евреев, 205 греков, 185 украинцев, 50 немцев, 30 армян, 30 болгар, 365 прочих).
По данным переписи населения 2014 года национальный состав населения города привёл к изменениям:
| национальность  | всего, чел. | % от все- го | % от указав- ших |
| --------------- | ----------- | ------------ | ---------------- |
| указали         | 27038       | 98,51 %      | 100,00 %         |
| русские         | 16249       | 59,20 %      | 60,10 %          |
| крымские татары | 6181        | 22,52 %      | 22,86 %          |
| украинцы        | 2776        | 10,11 %      | 10,27 %          |
| татары          | 1038        | 3,78 %       | 3,84 %           |
| белорусы        | 197         | 0,72 %       | 0,73 %           |
| армяне          | 107         | 0,39 %       | 0,40 %           |
| узбеки          | 88          | 0,32 %       | 0,33 %           |
| азербайджанцы   | 37          | 0,13 %       | 0,14 %           |
| греки           | 37          | 0,13 %       | 0,14 %           |
| молдаване       | 27          | 0,10 %       | 0,10 %           |
| поляки          | 23          | 0,08 %       | 0,09 %           |
| другие          | 278         | 1,01 %       | 1,03 %           |
| не указали      | 410         | 1,49 %       |                  |
| всего           | 27448       | 100,00 %     |                  |

## Неофициальное деление на районы
Современный Бахчисарай состоит из нескольких частей: Старого города, Нового города, Кизяковой Дачи, новых кварталов (5-й, 6-й и 7-й микрорайоны). Старый город расположен в узкой долине реки Чурук-Су, для него характерна сохранившаяся со средних веков традиционная планировка (узкие кривые улицы) и традиционные крымскотатарские дома. Новым городом называют кварталы, построенные в 60-80-е годы. В этом районе преобладают многоэтажные дома и блочные пятиэтажки-«хрущёвки».
Кизяки или Кизякова Дача (бывший посёлок Подгороднее, до 1945 года Эски-Юрт). В этом районе, вытянутом вдоль железной дороги и автомобильного шоссе Симферополь-Севастополь, преобладают частные дома.
Четвёртая часть города построена в 1990-е годы крымскими татарами, вернувшимися из мест депортации. Большой 6-й микрорайон (он же Хан-Чаир) расположен на плато на левом берегу Чурук-Су параллельно Старому городу. 7-й микрорайон меньше, он расположен на въезде в город со стороны Симферополя. В этих районах планировка улиц регулярная (все улицы прямые и пересекаются в основном под прямыми углами), а застройка состоит из частных домов с небольшими приусадебными участками.
В послевоенный период в городскую черту Бахчисарая вошли сёла Эски-Юрт, Ак-Чокрак, Азиз (часть Нового города) и Салачик (наиболее удалённая от центра вверх по течению реки часть Старого города).

## Экономика
В Бахчисарае работают комбинат «Стройиндустрия» и винодельческий и хлебный заводы, эфиромасличный совхоз и «Дориндустрия», ныне находящиеся на грани закрытия. До распада СССР работали сокоэкстрактный, консервный, молочный заводы, а также шерстепрядильная фабрика.
Большую роль в экономике города играет туризм. Основные туристические объекты в городе — Ханский Дворец и Чуфут-Кале. Однако Бахчисарай также популярен среди приверженцев активных видов отдыха (пешие маршруты, велотуризм, скалолазанье). В последние годы выросло количество частных гостиниц и ресторанов, в основном с крымскотатарской или восточной кухней, расположенных в зоне Ханского Дворца и Чуфут-Кале.

## Транспорт
Бахчисарай расположен на трассе Симферополь (30 км) — Севастополь (около 30 км). В Бахчисарае также начинается живописная дорога на Южный берег Крыма через Ай-Петри. В Бахчисарай можно добраться из Симферополя — пригородными электричками (около 1 часа), автобусами (около 30 мин., отходят от Западной автостанции Симферополя) или личным автотранспортом (15—20 мин). Из Севастополя — пригородными электричками (около 1 часа), рейсовыми автобусами, частным автотранспортом. По дороге из Бахчисарая в Ялту (через Ай-Петри) можно проехать только частным автотранспортом, рейсового сообщения на этой дороге нет.
Междугородние автобусы и маршрутные такси останавливаются на автостанции, расположенной на въезде в город со стороны Симферополя примерно в 2 км от центра.
Из города ходят регулярные маршрутные такси и автобусы на морское побережье (сёла Угловое, Песчаное, Береговое, Любимовка) и в другие населенные пункты Бахчисарайского района.
Городской транспорт представлен маршрутными такси:
№ 1 ул. Крымская — ж/д вокзал — автостанция — Ханский дворец — Староселье (Свято-Успенский монастырь, Чуфут-Кале)
№ 2 Больница — ж/д вокзал — автостанция — Ханский дворец — Староселье (Свято-Успенский монастырь, Чуфут-Кале)
№ 3 ул. Крымская — ж/д вокзал — дачи «Строитель»
№ 4 6-й микрорайон — ул. Крымская — ж/д вокзал — автостанция — 7-й микрорайон
№ 5 ул. Подгородняя — автостанция — РЭС — дом Быта — Парк миниатюр — больница
Наиболее частые маршруты № 1 и 2:
- Ханский дворец (от ЖД вокзала или автостанции маршрутным такси № 1 и 2 в направлении «Старый Город»).
- Чуфут-Кале, Успенский монастырь, Зынджирлы Медресе (от ЖД вокзала или автостанции маршрутным такси № 1 и 2 в направлении «Старый город» до конечной «Староселье», далее пешком — 400 метров до монастыря, потом примерно 1 — 1,5 км пешком в гору до Чуфут-Кале).
- Новый город (от ЖД вокзала маршрутным такси № 2, 3 и 4 в направлении «Новый город»; от автостанции маршрутным такси № 1, 2 и 4 в направлении «Новый город»)
- 6-й микрорайон (от ЖД вокзала или автостанции маршрутным такси № 4)
- 7-й микрорайон (от ЖД вокзала или автостанции маршрутным такси № 4)

## СМИ
Радио
Цифровое и эфирные телевидение
Все 30 каналов для мультиплекса РТРС-1 и РТРС-2; Пакет радиоканал, включает: «Вести FМ», «Радио Маяк», "Радио России / ГТРК Таврида
- Пакет телеканалов РТРС-1 (телевизионный канал 37, частота 602 МГц), включает: «Первый Канал», «Россия 1 / ГТРК Таврида», «Матч ТВ», «НТВ», «Пятый Канал», «Россия К», «Россия 24 / ГТРК Таврида», «Карусель», «ОТР», «ТВЦ».
- Пакет телеканалов РТРС-2 (телевизионный канал 36, частота 594 МГц), включает: «РЕН ТВ», «СПАС», «СТС», «Домашний», «ТВ3», «Пятница!», «Звезда», «Мир», «ТНТ», «МУЗ-ТВ».
- Пакет телеканалов РТРС-3 Крым (телевизионный канал 51, частота 714 МГц), включает: Первый Крымский, Мир 24, «Миллет», Крым 24, «Первый Севастопольский», Москва 24, Керчь 24 и другие.

Городские порталы
Самый известный и посещаемый городской портал Бахчисарая — Бахчисарай.net.

## Достопримечательности
Главным историческим памятником и туристическим объектом Бахчисарая является дворец крымских ханов — Хан-Сарай. Фонтан слёз в ханском дворце прославлен в романтической поэме Александра Сергеевича Пушкина «Бахчисарайский фонтан» (1822). Во времена фашистской оккупации немецко-румынскими войсками из Ханского дворца была расхищено 283 предмета из богатейшей коллекции экспонатов Дворца и Музея тюрко-татарской культуры. После депортации крымских татар, почти 2000 экспонатов было расхищено или передано в другие музеи СССР. Тем не менее, нынешняя экспозиция состоит на 90 % из предметов, собранных в «довоенное» время.
Важными историческими памятниками Бахчисарая являются дом-музей Исмаила Гаспринского и медресе Зынджирлы — после реставрации музей открыл туристам свои гостеприимные двери,
Уникальным для посещения местом является историко-культурный комплекс «Девлет-Сарай», в котором расположен Крымский исторический музей-заповедник (до апреля 2015 г. Крымский исторический музей «Ларишес».)
В городе много мечетей, среди них можно выделить Хан-Джами и Тахталы-Джами.
Вблизи города также расположены Свято-Успенский мужской монастырь и средневековая крепость (часто именуемая пещерным городом) Чуфут-Кале.
Одним из современных достопримечательностей и объектов отдыха является Бахчисарайский парк миниатюр, самый крупный парк миниатюр в Крыму.

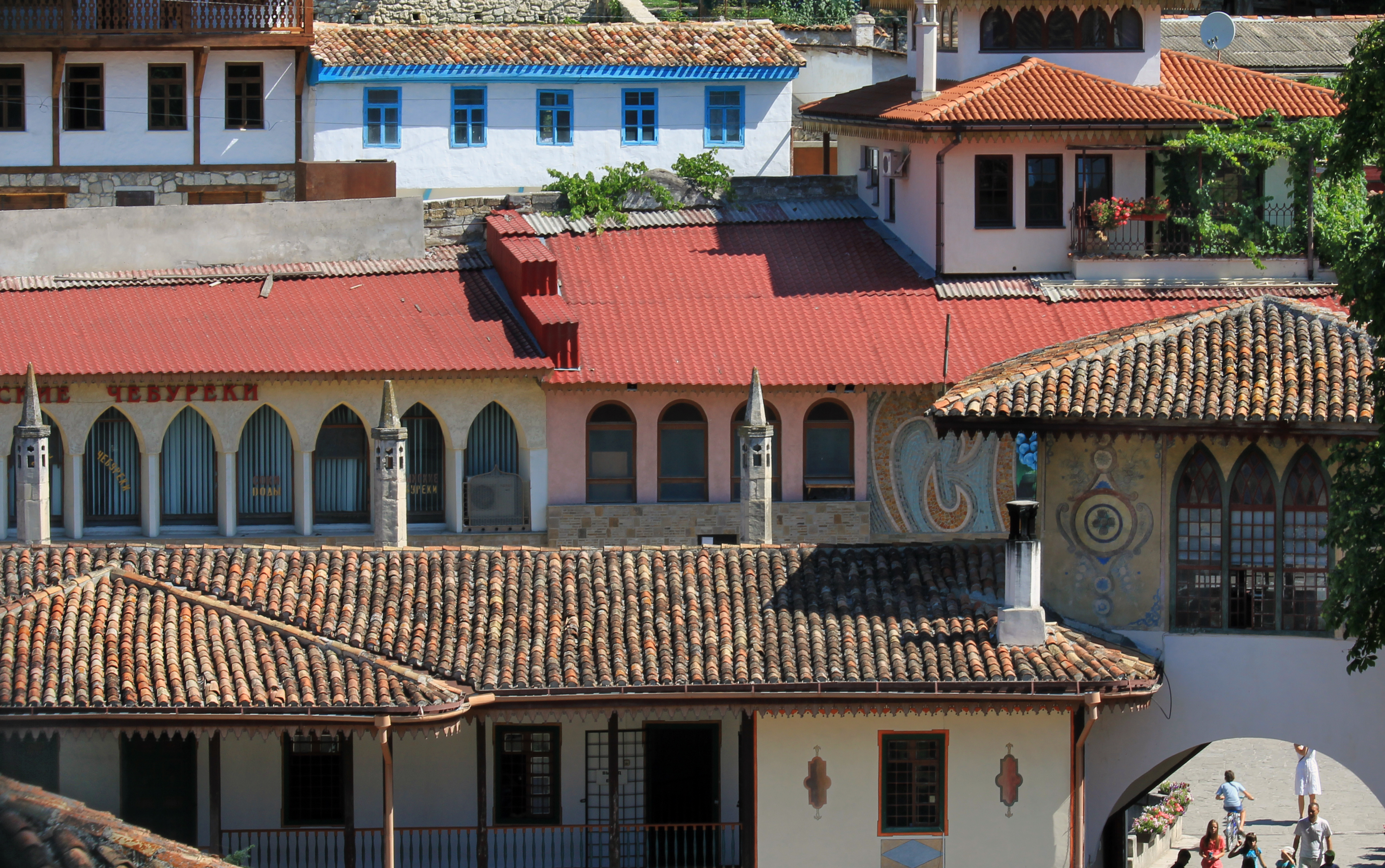
Крыши старого города в Бахчисарае
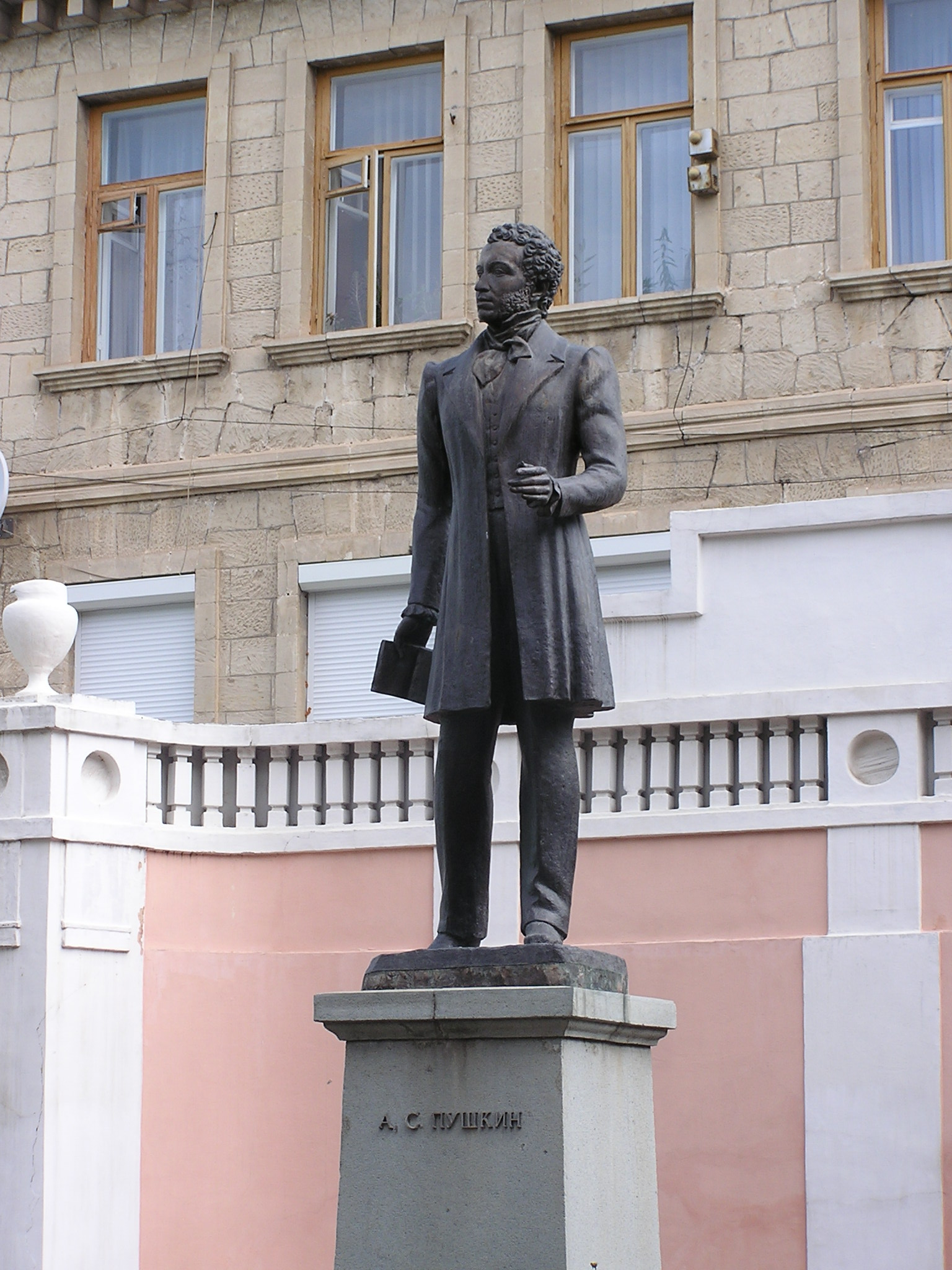
Памятник Александру Пушкину в Бахчисарае
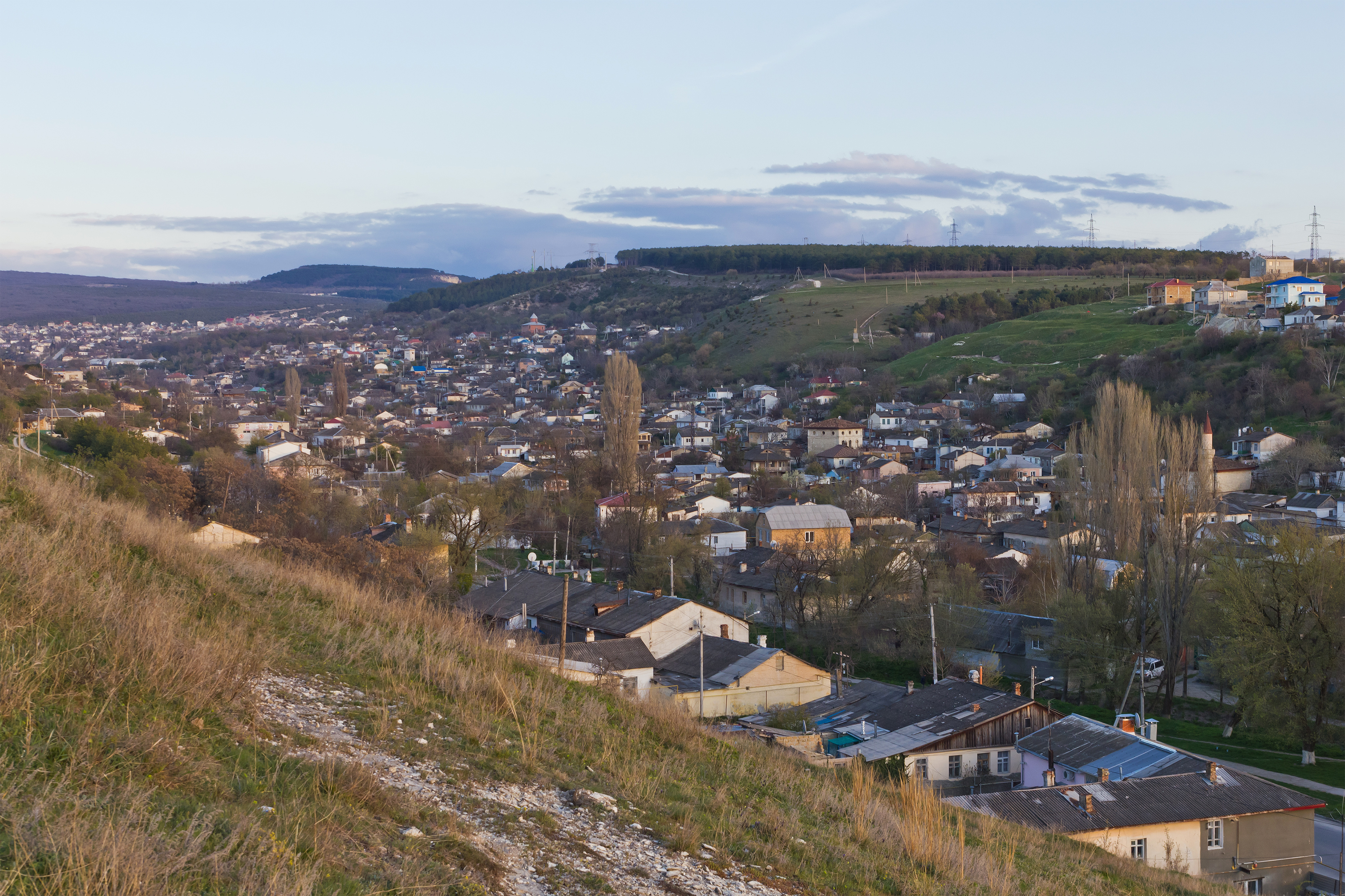
Вид на старую часть Бахчисарая
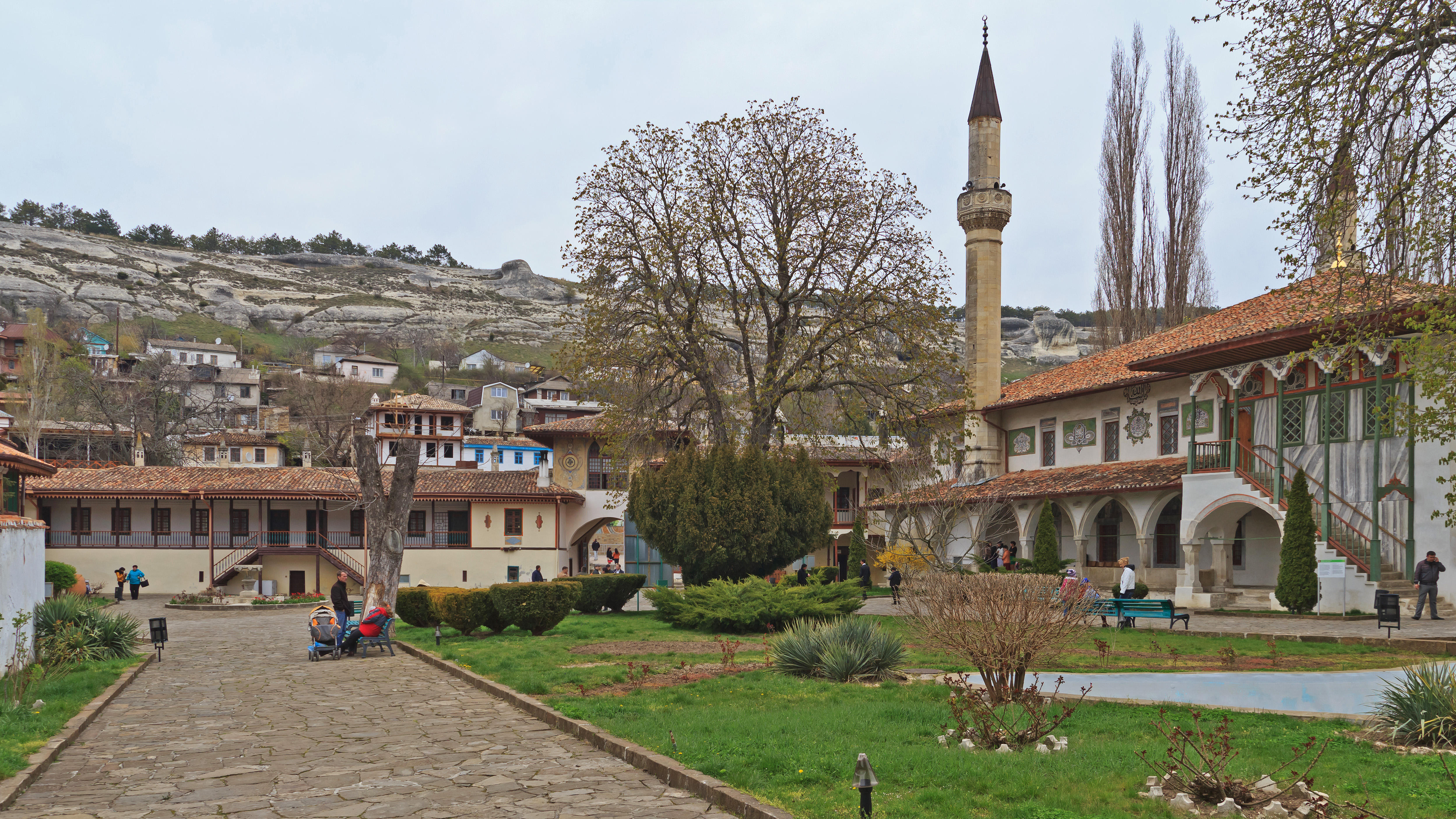
Ханский дворец
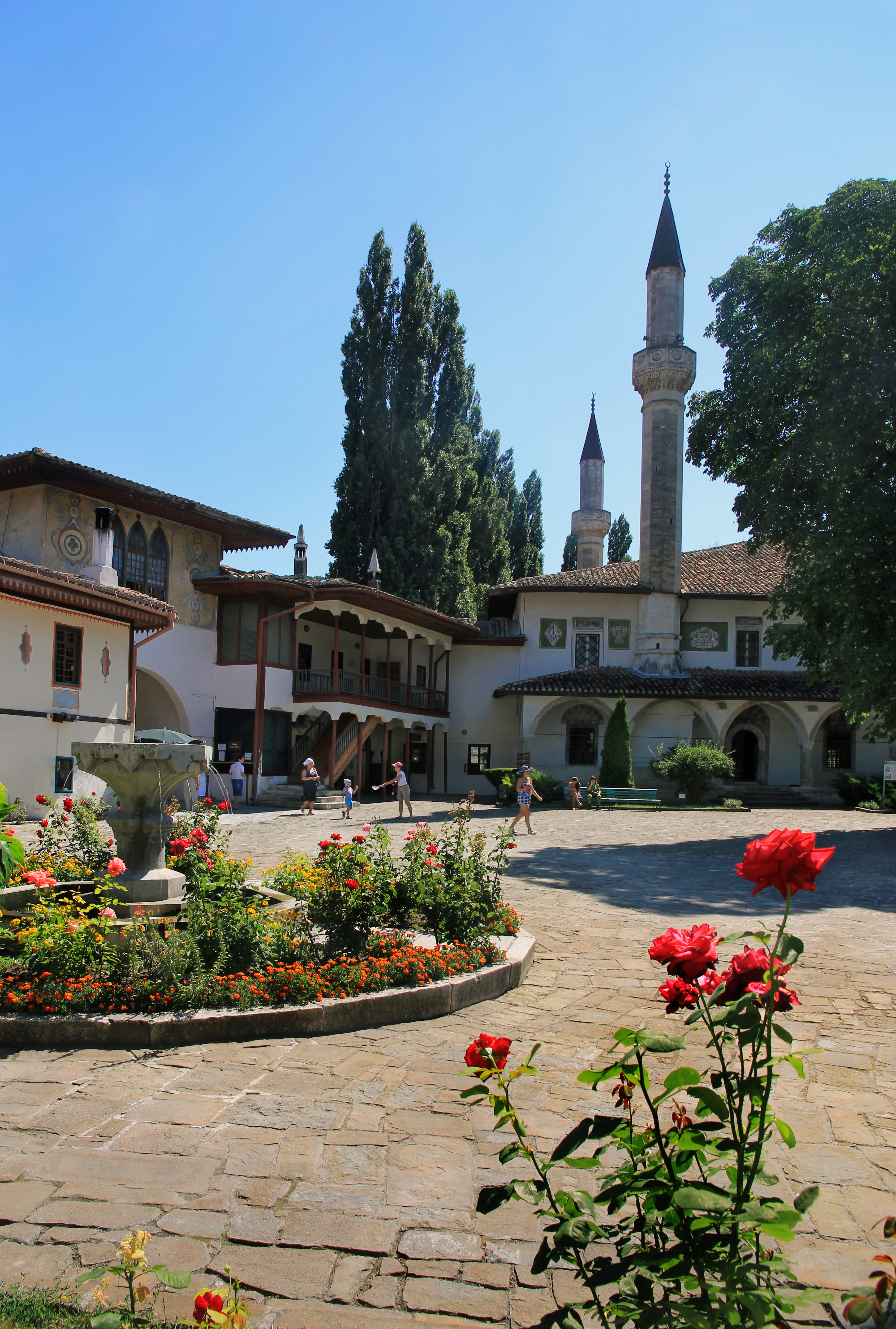
Великая мечеть и двор в Ханском дворце
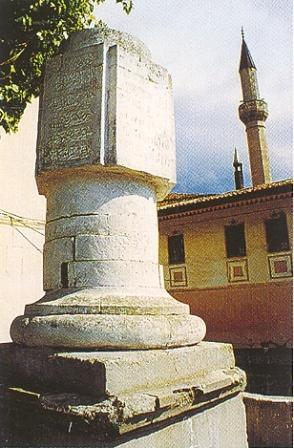
Екатерининская миля в Бахчисарае.
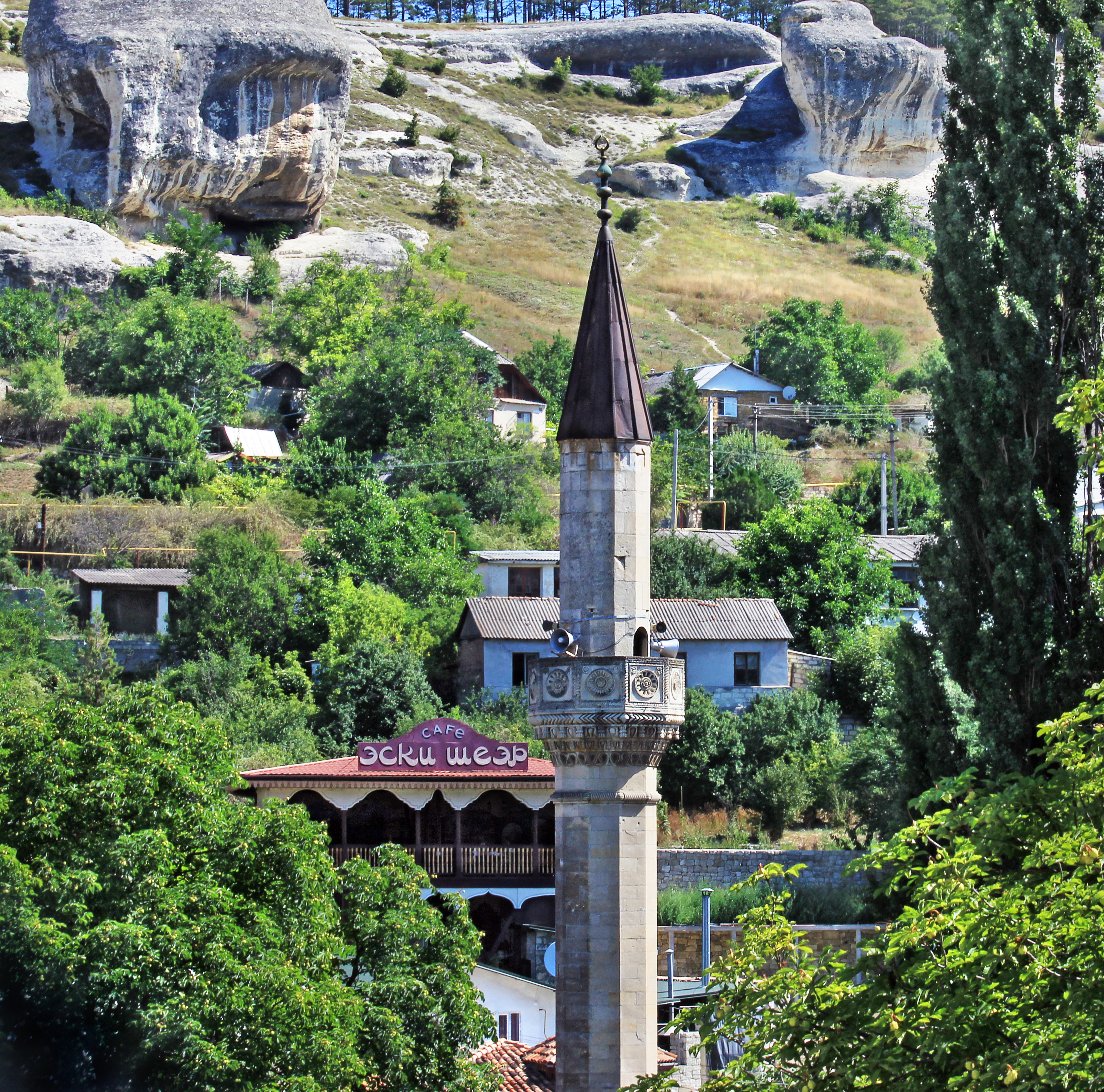
Минарет мечети в Бахчисарайском дворце
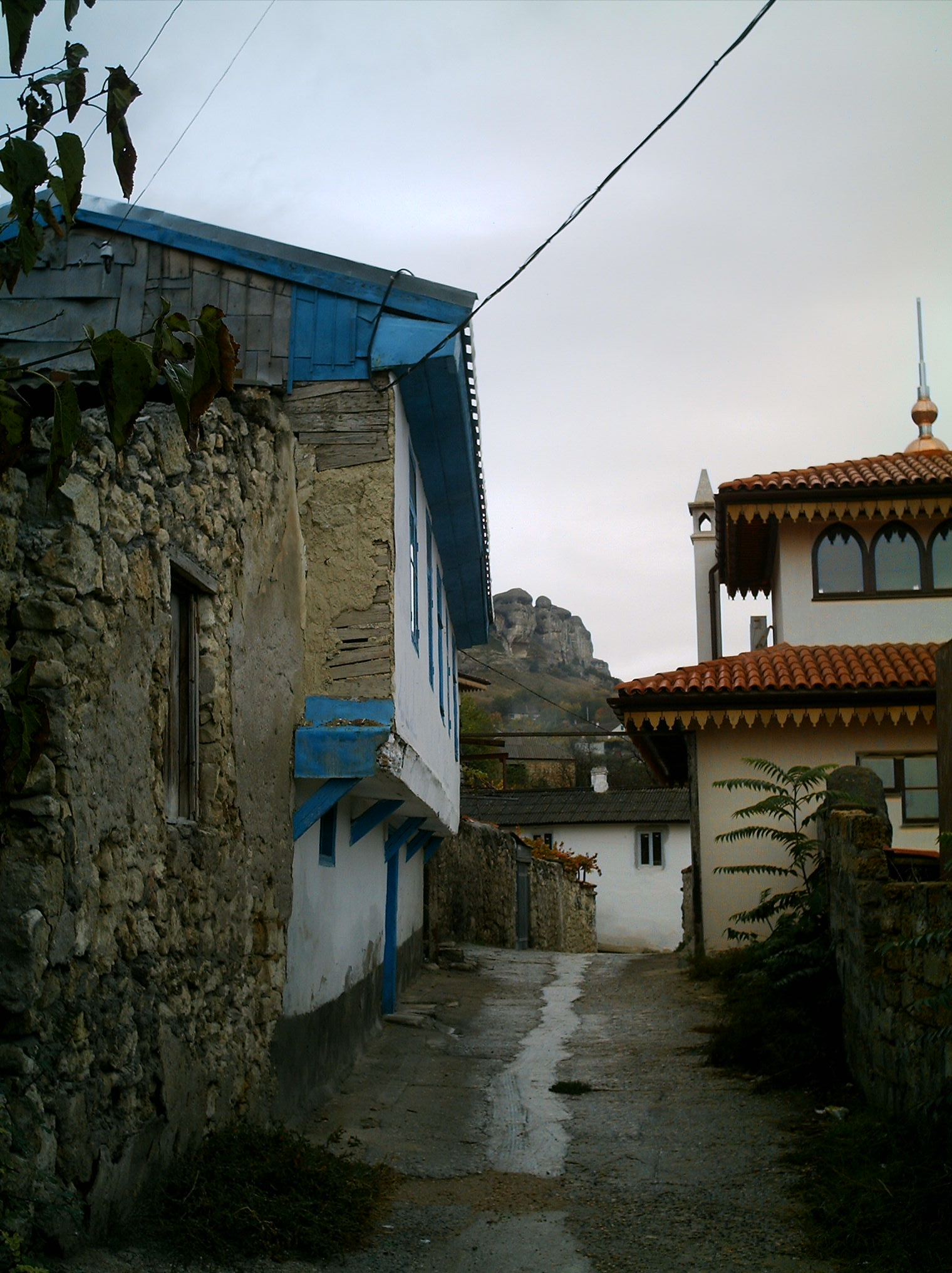
Улочка старого Бахчисарая. Традиционный двухэтажный дом, у которого второй этаж выступает над первым
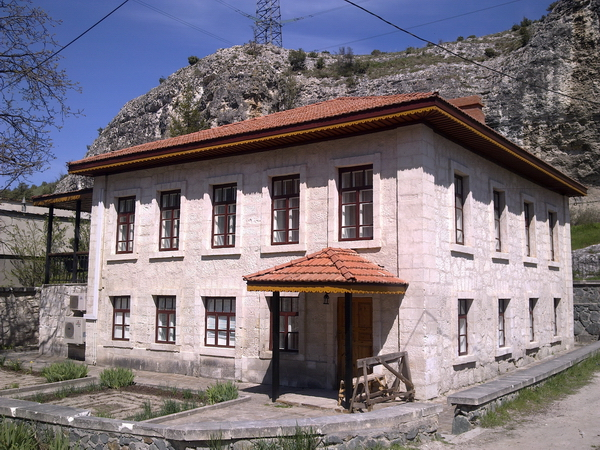
Мемориальный музей Исмаила Гаспринского
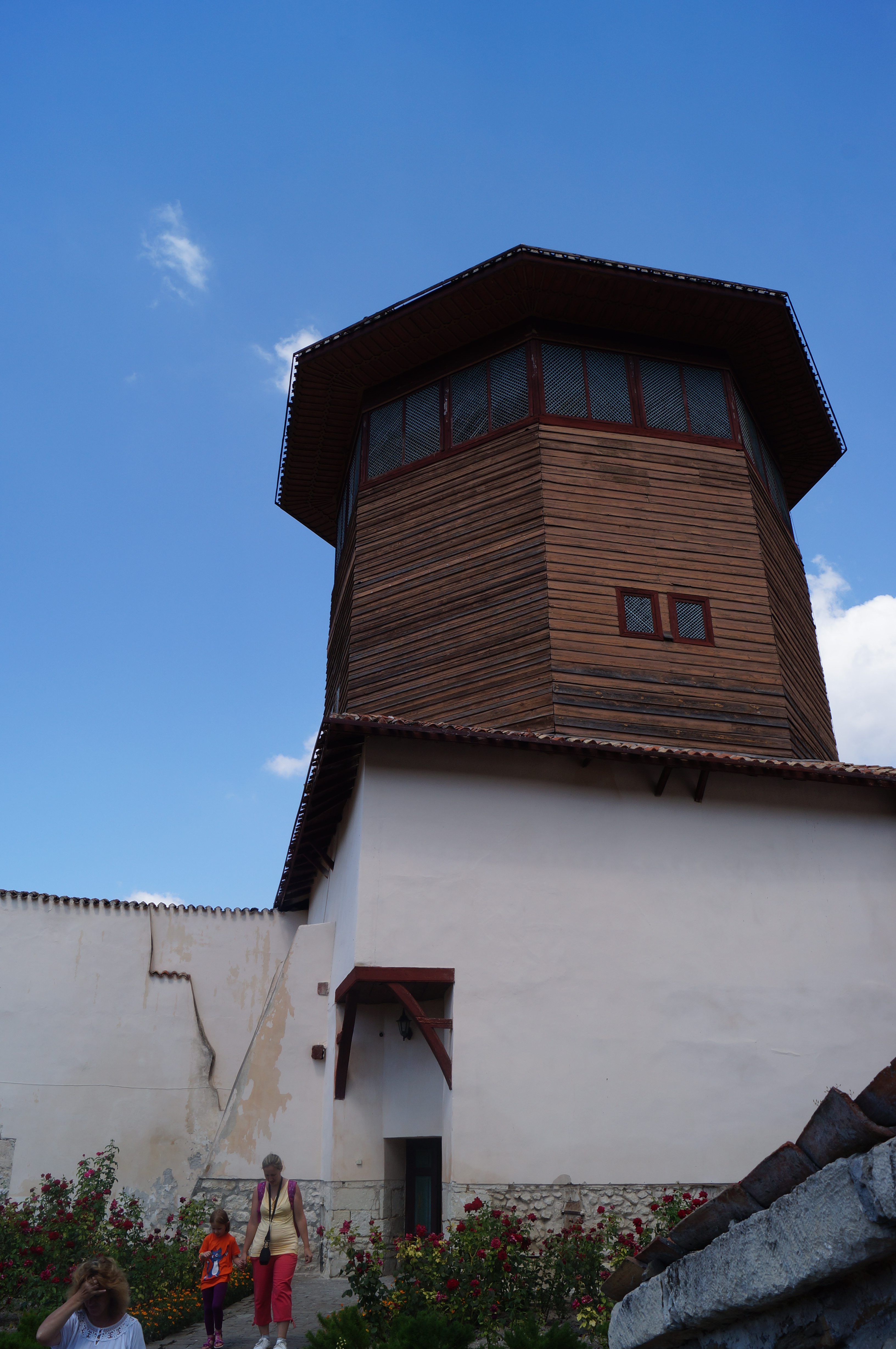
Соколиная башня Персидского дворика Ханского дворца
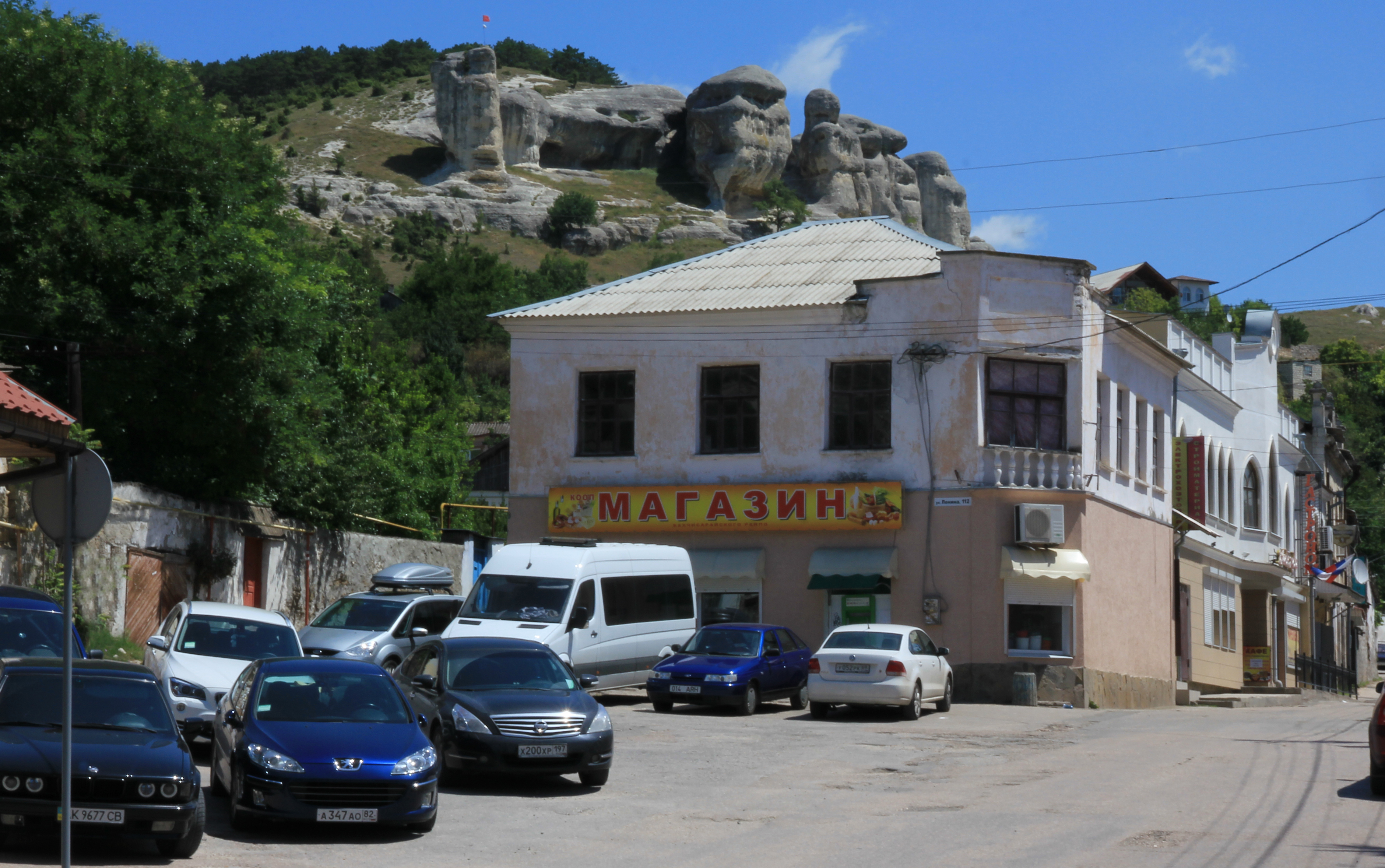
Автомобильная стоянка на улице Ленина, 112.

## Социальная сфера
В городе работают Бахчисарайский колледж строительства, архитектуры и дизайна (филиал Крымского федерального университета имени В. И. Вернадского), Бахчисарайский техникум строительства и транспорта, пять средних общеобразовательных школ (из них четыре с русским языком обучения и одна — с крымскотатарским), специальная школа-интернат, центральная районная библиотека, районная детская библиотека, дом природы, турбаза «Привал», бюро путешествий и экскурсий, несколько частных гостиниц. Вокруг Ханского Дворца и Чуфут-Кале функционирует большое количество небольших частных ресторанов, в основном с крымскотатарской и восточной кухней: «Ашлама-Сарай», «Мераба», «Мейхане», «Эфсане», «Алие», «Пушкинъ», «Эски-Кермен», «Хан».
В городе имеется несколько гостиниц: «Мариамполь», «Бахитгуль», «Мераба», «Автомобилист», «Ашлама-Сарай», «Бахчисарай», «Диляра-Ханум», «Изабелла», «Привал», мотель «Ильми».

## Города-побратимы
- Казань, Россия[31]
- Гусев, Россия[32]
- Мариуполь, Украина[33]
- Бурса, Турция[34]
- Кастамону, Турция
- Ускюдар, Турция
- Джейхан, Турция